# NGC 94
NGC 94 est une galaxie lenticulaire située dans la constellation d'Andromède. NGC 94 a été découverte par l'astronome français Guillaume Bigourdan en 1884.

## Caractéristiques
Sa vitesse par rapport au fond diffus cosmologique est de 5 568 ± 24 km/s, ce qui correspond à une distance de Hubble de 82,1 ± 5,8 Mpc (∼268 millions d'al).
En raison d'une brillance de surface égale à 11,86  mag/am2, on peut qualifier NGC 94 de galaxie présentant une brillance de surface élevée.
La galaxie PGC 1670567 située près de NGC 94 est parfois appelée NGC 94-2.